# Le Malzieu-Ville
Le Malzieu-Ville là một xã ở tỉnh Lozère trong vùng Occitanie, phía nam nước Pháp. Khu vực này có độ cao trung bình 860 mét trên mực nước biển.